# Dehtora
Dehtora es una ciudad censal situada en el distrito de Agra en el estado de Uttar Pradesh (India). Su población es de 16020 habitantes (2011). 

## Demografía
Según el censo de 2011 la población de Dehtora era de 16020 habitantes, de los cuales 8497 eran hombres y 7593 eran mujeres. Dehtora tiene una tasa media de alfabetización del 82,02%, superior a la media estatal del 67,68%: la alfabetización masculina es del 88,94%, y la alfabetización femenina del 74,42%.